# Les Bleus et les Gris
Les Bleus et les Gris est une mini-série historique américaine en 3 parties réalisée par Andrew V. McLaglen, diffusée en 1982 sur le réseau CBS.
Cette mini-série a été diffusée pour la première fois en France en 6 épisodes, entre le mois d'octobre et de novembre 1984 sur TF1. Elle a ensuite été rediffusée sur la même chaîne en juillet 1987, puis au cours de l'été 1994 sur Monte-Carlo TMC.

## Synopsis
La série dépeint la guerre de Sécession, vue à travers deux familles apparentées, les Geyser (du Sud) et les Hale (du Nord).
L'histoire débute en 1859, alors que John Geyser, sympathisant de la cause abolitionniste, rejoint le journal de son oncle Jacob Hale à Philadelphie pour y travailler comme dessinateur de presse. Lorsque la guerre éclate en 1861, les membres des familles se retrouvent dans des camps opposés, alors que John couvre les différents événements, que l'on suit à travers ses yeux.

## Production
- Créateurs : John Leekley et Bruce Catton
- Scénariste : Ian McLellan Hunter
- Réalisateur : Andrew McLaglen
- Compositeur : Bruce Broughton
- Producteurs : Hugh Benson et Harry Thomason
- Monteurs : Fred A. Chulack et Bud Friedgen
- Durée : 381 minutes
- Pays : États-Unis
- Nombre d'épisodes : 3

## Distribution
- Stacy Keach (VF : Serge Sauvion) : Jonas Steele
- John Hammond : John Geyser
- Colleen Dewhurst (VF : Claire Guibert) : Maggie Geyser
- Gregory Peck (VF : Jean-Claude Balard) : Abraham Lincoln
- Julia Duffy (VF : Céline Monsarrat) : Mary Hale
- Lloyd Bridges (VF : Raymond Loyer) : Ben Geyser
- Geraldine Page : Mrs. Lovelace
- Sterling Hayden (VF : André Valmy) : John Brown
- Robert Vaughn (VF : Marc Cassot) : le sénateur Reynolds
- Kathleen Beller : Kathy Reynolds
- Gregg Henry (VF : Jacques Frantz) : Lester Bedell
- Cooper Huckabee (VF : Yves-Marie Maurin puis Richard Darbois) : Matthew Geyser
- Warren Oates (VF : Jacques Dynam) : le major Welles
- Diane Baker (VF : Anne Rochant) : Evelyn Hale
- David Doyle (VF : William Sabatier) : Phineas Wade
- Fred Stuthman (VF : René Bériard) : George
- Penny Peyser (VF : Annie Balestra) : Emma Gayser

## Commentaires
(décembre 2020).
Si vous disposez d'ouvrages ou d'articles de référence ou si vous connaissez des sites web de qualité traitant du thème abordé ici, merci de compléter l'article en donnant les références utiles à sa vérifiabilité et en les liant à la section « Notes et références ».
Basée sur les travaux du professionnel Bruce Catton, la mini-série Les Bleus et les Gris se caractérise pour son intensité dramatique et de spectaculaires séquences de batailles. Filmée entièrement en Arkansas avec plus de 160 comédiens et 6 300 figurants, cette saga présente les parties importantes du conflit, tout comme le chef-d'œuvre cinématographique Autant en emporte le vent ou la série Nord et Sud. Elle ravive brillamment une éternelle fascination et une époque controversée de l'histoire américaine – quand les familles et la nation étaient divisées entre Noirs et Blancs, le Nord et le Sud et les Bleus et les Gris.

## DVD
- Les Bleus et les Gris (Coffret 3 DVD-9) est sortie le 18 décembre 2019, éditée par Elephant Films et distribuée par Sony Pictures Home Entertainment. Le ratio écran est en 1.33:1 4:3 plein écran. L'audio est en Français et Anglais 2.0 Mono avec présence de sous-titres français. La durée des épisodes est d'environ 381 minutes. Les copies ont été remastérisées d'après la pellicule 35 mm. Il s'agit d'une édition toutes zones[1].